# Nikolai Nikolajewitsch Dudow

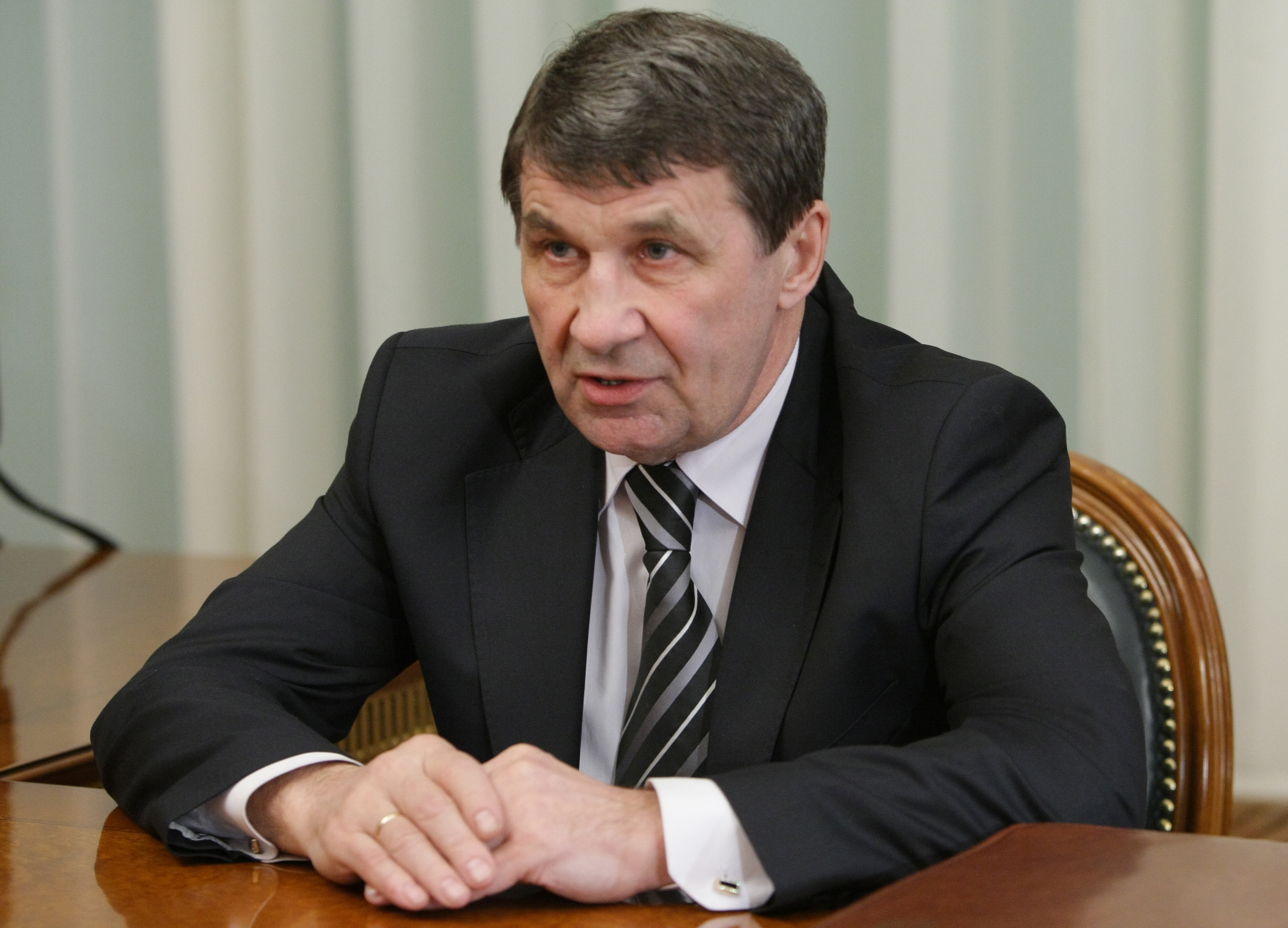
Nikolai Dudow (2011)

Nikolai Nikolajewitsch Dudow (russisch Никола́й Никола́евич Ду́дов; * 1. Januar 1952 in Sewero-Sadonsk, Russische SFSR, Sowjetunion) ist ein russischer Politiker. Er war von 2003 bis 2013 Gouverneur der Oblast Magadan.

## Leben
Dudow studierte Automatisierungstechnik an der Chemisch-Technischen Dmitri-Mendelejew-Universität von Russland und schloss sein Studium 1978 ab. Er ist Kandidat der Wirtschaftswissenschaften.
1986 zog er nach Magadan und begann dort im Regionalkomitee der KPdSU zu arbeiten.
Ab 1996 war er als Assistent, Chefberater des Gouverneurs und Stabschef der Verwaltung der Oblast Magadan tätig. Vom Ende Dezember 1999 bis Ende Januar 2000 war er bevollmächtigter Vertreter des russischen Präsidenten in der Oblast Magadan. Ab November 2000 war er stellvertretender Gouverneur und nach dem Tod des Gouverneurs Walentin Zwetkow 2002 kommissarischer Gouverneur der Oblast.
Bei der Gouverneurswahl in der Oblast Magadan 2003 wurde Dudow als Einzelbewerber im zweiten Wahlgang mit 50,44 % der Stimmen zum Gouverneur der Oblast Magadan gewählt. Am 4. Februar 2008 wurde er auf Vorschlag des Präsidenten von der Duma der Oblast Magadan im Amt bestätigt. Seine Amtszeit endete 2013.

## Auszeichnungen
- Orden der Ehre (Russland) (2005)[1]
- Orden des Heiligen Fürsten Daniel von Moskau II. Klasse (2011)[1]
- Ehrenbürger der Oblast Magadan[3]